# Sello de Lutero

El Sello de Lutero.

El Sello o Rosa de Lutero (en alemán: Lutherrose) es un símbolo ampliamente reconocido del Luteranismo mundial, fue diseñado por el propio Martín Lutero durante su permanencia en la fortaleza de Coburgo, mientras se desarrollaba la Dieta de Augsburgo (1530). Lutero escribió una detallada descripción e interpretación de este sello para que su amigo Lazarus Spengler le dibujara un boceto preliminar. Lutero lo vio como un compendio o expresión de su teología y su fe, lo utilizó desde entonces para sellar su correspondencia.

La primera cosa que muestra mi escudo es una cruz negra dentro de un corazón, para que me recuerde que la fe en Cristo crucificado nos salva. "Pues con el corazón el hombre cree para salud."
Ahora bien, aunque la cruz es negra, mortificada y con intención de que cause dolor, no cambia, sin embargo, el color del corazón, no destruye la naturaleza, esto es, no mata, sino que se mantiene vivo.
"Porque el justo por la fe vivirá", por la fe en el Salvador.
Pero este corazón aparece fijo sobre el centro de una rosa blanca, para mostrar que la fe produce alegría, consuelo y paz. La rosa es blanca, no roja, porque el blanco es el color ideal de todos los ángeles y espíritus.
Esta rosa, además, está fija sobre un fondo azul celeste para indicar que tal gozo de la fe en el espíritu es sólo señal y principio de gozo celestial por venir, como se tiene y anticipa por la esperanza, aunque no revelado aún. Y alrededor de ese fondo hay un anillo áureo, para indicar que tal bienaventuranza en el Cielo no tiene fin. Y es más preciosa que todos los goces y tesoros, ya que el oro es el mejor y más precioso metal.
Cristo, nuestro amado Señor, (nos) dará gracia para la vida eterna.
Amén.
Martín Lutero

Esta carta de Lutero a Lazarus Spengler, datada de 8 de julio de 1530, aparece en diversas fuentes, como la Edición Weimar de las Obras de Lutero (Briefe Vol. 5:444f) o la edición inglesa de las obras de Lutero (Luther's Works: American Edition, Vol. 49:356-359).
Lutero informó también a Felipe Melanchthon, el 15 de septiembre de 1530, que el príncipe elector lo había visitado personalmente en la fortaleza de Coburgo y le había regalado un anillo con sello, probablemente con esta nueva Rosa de Lutero.
Es también profundamente llamativo el hecho de que para su emblema haya escogido un corazón, coincidiendo en ello con la orden religiosa en la que profesó Lutero, la Orden de San Agustín.

## Controversia

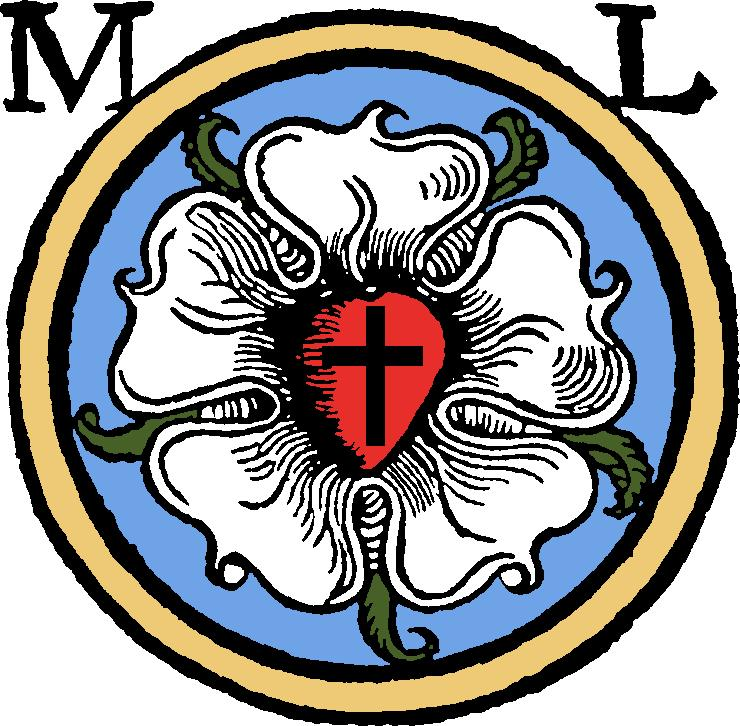
El Sello en una ilustración de 1530.

Sin embargo, algunos autores han querido relacionar la Rosa de Lutero con los Rosacruces (por ejemplo, en la Revista esotérica Regnabit, enero de 1925, artículo de Charbonneau-Lassay, "A propos de la rose emblématique de Martin Luther"), a este respecto, es importante señalar que Lutero desconocía completamente la simbología ocultista asociada a la rosa y a la cruz, e históricamente el rosacrucismo aparece a principios del siglo XVII.